# ألبرت (معلم الباليه)
ألبرت (بالفرنسية: Albert)‏ هو معلم الباليه ‏ وملحن وراقص باليه فرنسي، ولد في 15 أبريل 1789 في بوردو في فرنسا، وتوفي في 18 يوليو 1865 في فونتينبلو في فرنسا.